# Solar Quest
Solar Quest è un progetto musicale fondato nel 1993 da George Saunders, il cui scopo è quello di combinare l'energia solare con la musica elettronica.
Solar Quest si formò quando Saunders si interessò all'acid house all'inizio degli anni novanta. La traccia "Acid Air Raid", pubblicata nel 1993, è considerato uno dei classici della trance acida e l'anno successivo, "Orgship", è una produzione significativamente ambient.
Per l'annuale Glastonbury Festival of Contemporary Performing Arts, Solar Quest ha frequentemente prodotto e alimentato tutto l'ambiente del padiglione del concerto con l'energia solare e molta della sua musica è stata registrata e mixata in uno studio alimentato da energia solare.
Saunders ha cooperato con il britannico DJ Choci, sotto la sua casa discografica, la  Choci's Chewns, con la quale ha pubblicato molti dei suoi primi singoli. La cantante britannica Kirsty Hawkshaw la si può sentire in alcuni dei suoi primi singoli. La collezione dei remix della canzone "Apollo" di Alan Parson è tra le produzioni più oscure di Solar Quest.

## Discografia

### Singoli
- One Nation (1993)
- Acid Crumble (1993)
- Acid Air Raid (1993)
- Acid Brain EP (1993)
- Freezone 1 Single - Save The Whale (1994)
- Kirsty Cried (Solar Quest vs. Choci) (1994)
- A + B = C in D# (1994)
- Save the Whale (Solar Quest / The Arc / Avalon) (1994)
- Acid Baba (con l'alias "The Solar Question Mark?") (1995)
- Cosmosis (1995)
- Into the Machine (1995)
- Mesmerised (Solar Quest / Choci) (1995)
- Paranoïd Aliens (1996)
- Space Pirates (1998)
- Into the Machine (Remixes) (2001)

### Album studio
- Orgship (1994)
- Sonic Bloom Entropica Prolifica (under alias "Entropica") (1994)
- Paranoid Aliens (1996)
- AcidOphilez (1998)
- Orgisms (2000)
- Sola Luna (2008)

## Remix
- Alan Parsons: Apollo (Remixed by Solar Quest) (1997)